# Hrejkovický rybník
Hrejkovický rybník (nazývaný také jako Hrejkovák) je rybník, který se nachází na severním okraji obce Hrejkovice v okrese Písek v Jihočeském kraji.

## Vodní režim
Rybník je napájen Hrejkovickým potokem, který přitéká od severu a plyne dále jižním směrem přes obec Hrejkovice k obci Velká.

## Využití
Hrejkovický rybník je využíván k chovu ryb a v letních měsících je oblíbeným místem pro koupání.